# Julia Riera
Julia Riera (Pergamino, 29 maggio 2002) è una tennista argentina.

## Biografia
Julia Riera ha vinto 7 titoli in singolare e 4 titoli in doppio nel circuito ITF in carriera. Il 20 maggio 2024 ha raggiunto il best ranking in singolare raggiungendo la 93ª posizione mondiale, mentre il 5 agosto 2024 ha raggiunto la 176ª posizione in doppio.
Julia fa parte della squadra argentina di Fed Cup, dove ha un bilancio complessivo di 8 vittorie e 1 sconfitta.
Ha fatto il suo debutto nel circuito maggiore al WTA 250 Grand Prix SAR La Princesse Lalla Meryem 2023. Nel suo primo incontro estromette l'ex top ten Kristina Mladenovic. Nel turno successivo, supera anche la terza testa di serie Mayar Sherif raggiungendo così il suo primo quarto di finale. In questa circostanza elimina anche la sesta forza del tabellone Julija Putinceva, ottenendo la sua prima semifinale al suo debutto in un torneo maggiore. Viene sconfitta dall'austriaca Julia Grabher al tiebreak del terzo set. Questo risultato le permette di fare il suo debutto nelle prime 150 del ranking singolare.
A fine 2023, si aggiudica il Montevideo Open in doppio in coppia con la connazionale María Carlé, il suo primo WTA 125 in carriera, sconfiggendo in finale la britannica Freya Christie e la colombiana Yuliana Lizarazo in due set.
Nel gennaio 2024, si qualifica per il Brisbane International 2024, dopo aver sconfitto Priscilla Hon e Mai Hontama, accedendo così nel suo primo tabellone principale in un WTA 500. Qui elimina al primo turno la bulgara Viktorija Tomova in due set ottenendo la sua prima vittoria sul cemento di livello maggiore. Al secondo turno estromette la numero 21 del mondo Ekaterina Aleksandrova, la vittoria più importante della sua carriera, ma la sua corsa si ferma negli ottavi di finale sconfitta dalla ceca Linda Nosková in tre parziali.

## Circuito WTA 125

### Doppio

#### Vittorie (1)
| N. | Data            | Torneo                      | Superficie  | Compagna    | Avversarie in finale            | Punteggio   |
| 1. | 9 dicembre 2023 | Montevideo Open, Montevideo | Terra rossa | María Carlé | Freya Christie Yuliana Lizarazo | 7-6(5), 7-5 |

#### Sconfitte (1)
| N. | Data           | Torneo               | Superficie  | Compagna    | Avversarie in finale            | Punteggio |
| 1. | 14 luglio 2024 | Swedish Open, Båstad | Terra rossa | María Carlé | Peangtarn Plipuech Tsao Chia-yi | 5-7, 3-6  |

## Statistiche ITF

### Singolare

#### Vittorie (7)
| Torneo $100.000 (1) |
| Torneo $80.000 (0)  |
| Torneo $60.000 (1)  |
| Torneo $40.000 (0)  |
| Torneo $25.000 (3)  |
| Torneo $15.000 (2)  |

| N. | Data             | Torneo                           | Superficie  | Avversaria in finale | Punteggio        |
| 1. | 31 ottobre 2021  | Antalya Series, Adalia           | Terra rossa | Rosa Vicens Mas      | 6-4, 5-7, 7-6(1) |
| 2. | 7 novembre 2021  | Antalya Series, Adalia           | Terra rossa | Tian Fangran         | 7–6(3), 6-1      |
| 3. | 3 settembre 2022 | CMG Tennis Cup, Trieste          | Terra rossa | Oana Georgeta Simion | 6-1, 6-4         |
| 4. | 23 aprile 2023   | Guayaquil Bank Cup, Guayaquil    | Terra rossa | Francesca Jones      | 6-2, 7-5         |
| 5. | 30 aprile 2023   | Guayaquil Bank Cup, Guayaquil    | Terra rossa | Solana Sierra        | 6-4, 4-6, 6-4    |
| 6. | 21 aprile 2024   | Axion Open, Chiasso              | Terra rossa | Anna Bondár          | 6-3, 7-6(2)      |
| 7. | 5 maggio 2024    | Wiesbaden Tennis Open, Wiesbaden | Terra rossa | Jule Niemeier        | 3-6, 6-3, 6-2    |

#### Sconfitte (2)
| Torneo $100.000 (0) |
| Torneo $80.000 (0)  |
| Torneo $60.000 (0)  |
| Torneo $40.000 (0)  |
| Torneo $25.000 (2)  |
| Torneo $15.000 (0)  |

| N. | Data            | Torneo                                    | Superficie  | Avversaria in finale | Punteggio     |
| 1. | 14 agosto 2022  | Flanders Ladies Trophy Koksijde, Koksijde | Terra rossa | Marie Benoît         | 5-7, 3-6      |
| 2. | 15 gennaio 2023 | Women's AAT Buenos Aires, Buenos Aires    | Terra rossa | Nuria Brancaccio     | 4-6, 6-4, 5-7 |

### Doppio

#### Vittorie (4)
| Torneo $100.000 (0) |
| Torneo $80.000 (1)  |
| Torneo $60.000 (0)  |
| Torneo $40.000 (1)  |
| Torneo $25.000 (2)  |
| Torneo $15.000 (0)  |

| N. | Data              | Torneo                       | Superficie  | Compagna                | Avversarie in finale                         | Punteggio |
| 1. | 1º aprile 2023    | Sopo Women's, Sopó           | Terra rossa | Guillermina Naya        | Victoria Hu Melany Krywoj                    | 7-5, 6-4  |
| 2. | 12 agosto 2023    | Engie Open, Brasilia         | Cemento     | Carolina Alves          | Eden Silva Valerija Strachova                | 6-2, 6-3  |
| 3. | 28 settembre 2024 | Pilar Women's, Pilar         | Terra rossa | Carolina Alves          | Nicole Fossa Huergo Jibek Kulambaeva         | 6-4, 7-5  |
| 4. | 2 agosto 2025     | Pergamino Women's, Pergamino | Terra rossa | Martina Capurro Taborda | Luisina Giovannini Marian Gómez Pezuela Cano | 6-4, 6-2  |

#### Sconfitte (3)
| Torneo $100.000 (0) |
| Torneo $80.000 (0)  |
| Torneo $60.000 (0)  |
| Torneo $40.000 (1)  |
| Torneo $25.000 (2)  |
| Torneo $15.000 (0)  |

| N. | Data              | Torneo                         | Superficie      | Compagna             | Avversarie in finale                       | Punteggio         |
| 1. | 10 settembre 2022 | Marbella Dunique Cup, Marbella | Terra rossa     | Daniela Seguel       | Jéssica Bouzas Maneiro Leyre Romero Gormaz | 4-6, 2-6          |
| 2. | 4 marzo 2023      | SMT Cup, Provincia di Tucumán  | Terra rossa     | Guillermina Naya     | Valerija Strachova Daniela Vismane         | 3-6, 6-3, [11-13] |
| 3. | 29 marzo 2025     | Circuito Banco BRB, Vacaria    | Terra rossa (i) | Despoina Papamichaīl | Robin Anderson Alicia Herrero Liñana       | 5-7, 4-6          |